# تپه خاچ
تپه خاچ مربوط به هزاره اول قبل از میلاد است و در شهرستان چالدران، روستای تغنیث سفلی واقع شده و این اثر در تاریخ ۱۴ مرداد ۱۳۸۲ با شمارهٔ ثبت ۹۴۵۹ به‌عنوان یکی از آثار ملی ایران به ثبت رسیده است.